# Tratna ob Voglajni
Tratna ob Voglajni je naselje u slovenskoj Općini Šentjuru. Tratna ob Voglajni se nalazi u pokrajini Štajerskoj i statističkoj regiji Savinjskoj. 

## Stanovništvo
Prema popisu stanovništva iz 2002. godine naselje je imalo 25 stanovnika.